# 魔法少女の大切なこと。
『魔法少女の大切なこと。』（まほうしょうじょのたいせつなこと）は2009年9月25日にめろめろキュートより発売された18禁のパソコンゲーム（アダルトゲーム）ソフトである。2013年11月21日にDMM.R18からスマートフォン用にオンラインゲームとして移植された。

## あらすじ
行方不明になった母を探すべく、式部 沙希は離島にあるイーリアス学園へ転校してきた。
そこでは<影>という存在が欲望を求めて人間を襲っては怪事件を引き起こしていた。
<影>に出くわした沙希は、男であるにもかかわらず、魔法少女として覚醒した。戸惑う彼は、母の友人であるリューシャに、母がかつて魔法少女だったという事実を知らされた。
かくして、 沙希は魔法少女として<影>を退治していくのであった。

## 登場人物
式部 沙希（しきぶ さき）
魔法少女として活躍する男の娘。魔法少女としての能力は高い。
クリスティーナ・カフカ
声：新堂真弓
天才と評される魔法少女。異性と接した経験が少なかったため、沙希を異性として認識することに手間取っている。
近松 瑠璃（ちかまつ るり）
声：醍鉢みら
明るい性格ながらも、集団戦闘にたけた魔法少女。
パトリシア・キャロル
声：白井なな

リュドミーラ・トルストイ
声：緑山まりも
愛称はリューシャ。沙希の母親の友人で、学園では教師として活動している。彼の母親が魔法少女だったという事実を伝えた張本人。
鶴屋 水望（つるや みなみ）
声：時坂セリ香
イーリアス学園の生徒で、<影>を使役する能力を持ち、騒ぎを引き起こしている。
ナナ
声：さくら雪
光の使い魔である黒猫で、現在は沙希に仕えている。
式部 光
声：澤田なつ
沙希の母親で、現在は行方不明。かつては強大なパワーを持つ魔法少女として知られていた。
影
声：島田友樹

## スタッフ
- 原画 - よう太
- シナリオ - 海原楓太、鯉川こい